# Comuna Høje-Taastrup
Høje-Taastrup (Høje-Taastrup Kommune) este o comună din regiunea Hovedstaden, Danemarca, cu o suprafață totală de 78,32 km² și o populație de 47.881 de locuitori (2011).